# Сімпсони (сезон 4)
Четвертий сезон мультсеріалу «Сімпсони» був показаний на телеканалі «Fox» з 24 вересня 1992 по 13 травня 1993 року і містить 22 серії.
Четвертий сезон був випущений на DVD у США 15 червня 2004, в Європі 2 серпня 2004 року та в Південній Америці 25 серпня 2005 року.

## Список серій
| № серії (загалом) | № серії (в сезоні) | Назва серії                                                                     | Режисер(и)       | Сценарист(и)                                                                  | Оригінальна дата показу | Код серії | Глядачів в США (млн) |
| --- | ------------------ | ------------------------------------------------------------------------------- | ---------------- | ----------------------------------------------------------------------------- | ----------------------- | --------- | -------------------- |
| 60 | 1                  | «Kamp Krusty» «Табір Красті»                                                    | Марк Кіркланд    | Девід Стерн                                                                   | 24 вересня 1992         | 8F24      | 21.8                 |
| Барт і Ліса відправляються на літо у «Табір Красті», щоб відпочити від своїх батьків і зустрітися з клоуном Красті. Однак, їхні мрії про веселе літо у таборі було розбито, коли директор табору, містер Блек, виявляється лютим бухгалтером, а вожаті — це хулігани зі школи… Тим часом Гомер омолоджується і навіть починає відновлювати волосся і втрачати вагу. |                    |                                                                                 |                  |                                                                               |                         |           |                      |
| 61 | 2                  | «A Streetcar Named Marge» «Трамвай «Мардж»»                                     | Річ Мур          | Джефф Мартін                                                                  | 1 жовтня 1992           | 8F18      | 18.3                 |
| Мардж бере участь в міській театральній постановці «Трамваю „Бажання“», де вона грає Бланш Дюбуа, головну героїню. Головна чоловіча роль (яку виконує Нед Фландерс) — грубий бездушний чоловік, який доводить героїню до божевілля. Мардж представляє на його місці Гомера, і це порівняння чудово допомагає їй репетирувати. Тим часом, щоб не заважати Мардж, Меґґі віддають в ясла, де вона влаштовує справжній бунт. Запрошені зірки: Джон Ловітц в ролі Ллевеллін Сінклер і його сестри, Філ Хартман в ролі Лайонела Гуць |                    |                                                                                 |                  |                                                                               |                         |           |                      |
| 62 | 3                  | «Homer the Heretic» «Гомер — єретик»                                            | Джим Рірдон      | Джордж Мейер                                                                  | 8 жовтня 1992           | 9F01      | 19.3                 |
| Одного зимового недільного ранку Гомер відмовляється йти із сім’єю до церкви. Він залишається вдома і прекрасно проводить день, в той час, як Мардж з дітьми мерзнуть на проповіді. Розуміючи, що цей день був найкращим, Гомер відмовляється від віри взагалі… Ні Мардж, ні запрошений нею отець Лавджой, ні навіть Фландерс не можуть навернути Гомера назад до християнства. |                    |                                                                                 |                  |                                                                               |                         |           |                      |
| 63 | 4                  | «Lisa the Beauty Queen» «Ліса — королева краси»                                 | Марк Кіркланд    | Джефф Мартін                                                                  | 15 жовтня 1992          | 9F02      | 19.0                 |
| Ліса вважає себе гидкою побачивши свою карикатуру. Щоб підняти самооцінку доньки, Гомер записує її на конкурс краси «Маленька міс Спрінґфілд». Незважаючи на те, що вона посідає друге місце, Ліса стає маленькою міс Спрінґфілд, оскільки з переможницею стається нещасний випадок і її госпіталізують… Запрошені зірки: Лона Вільямс в ролі Ембер Демпсі, Боб Гоуп в ролі самого себе |                    |                                                                                 |                  |                                                                               |                         |           |                      |
| 64 | 5                  | «Treehouse of Horror III» «Сімпсони і Гелоуїн III»                              | Карлос Баеза     | Ел Джін, Майк Рейсс, Джей Коген, Воллес Володарський, Сем Саймон і Джон Вітті | 29 жовтня 1992          | 9F04      | 25.1                 |
| На Хелловін у будинку Сімпсонів зібралися діти з усього Спрінґфілда. Мардж пропонує розповісти страшні історії. Ліса, дідусь Сімпсон і Барт починають розповідати свої історії: - «Clown Without Pity» (укр. «Безжальний клоун») — Гомер купує Барту ляльку Красті, яка виявляється злою і намагається вбити Гомера. - «King Homer» (укр. «Кінг Гомер») — Пародія на фільм «Кінг-Конг». Містер Бернс вирішує найняти Мардж Був'є, щоб схопити мавпоподібного звіра, який схожий на Гомера… - «Dial „Z“ for Zombie» (укр. «"З" — це зомбі») — У шкільній бібліотеці Барт випадково виявляє книгу з чорної магії. Намагаючись оживити Сніжка I, він оживляє мерців…                        |                    |                                                                                 |                  |                                                                               |                         |           |                      |
| 65 | 6                  | «Itchy & Scratchy: The Movie» «Чух і Сверблячка: Фільм»                         | Річ Мур          | Джон Шварцвельдер                                                             | 3 листопада 1992        | 9F03      | 20.1                 |
| Бажаючи, щоб його син одного дня став головою Верховного суду, Гомер вирішує покарати Барта за чергову витівку. Однак, він ніколи не примушує своїх покарань дотримуватися, і Барт продовжує свій руйнівний шлях. Мардж стикається з Гомером, і він погоджується, що наступного разу він зробить своє покарання палицею. Хлопчик дізнається, що на екрани виходить «Чух і Сверблячка: Фільм» і збирається потрапити в кіно. Однак, Гомер після розмови з Мардж вирішує жорстко покарати Барта, коли той одного разу забуває придивитися за Меґґі, і забороняє сину бачити фільм. Запрошені зірки: Марсія Уоллес в ролі Едни Крабапель, Ніл Армстронг в ролі самого себе (архівні записи) |                    |                                                                                 |                  |                                                                               |                         |           |                      |
| 66 | 7                  | «Marge Gets a Job» «Мардж отримує роботу»                                       | Джефрі Лінч      | Білл Оуклі та Джош Вайнштейн                                                  | 5 листопада 1992        | 9F05      | 22.9                 |
| Коли будинку потрібен дорогий ремонт, Мардж змушена влаштуватися на роботу, щоб підзаробити. Її наймають на Спрінґфілдську атомну електростанцію, і містер Бернс швидко закохується в неї. Тим часом Барт не раз бреше, щоб не писати шкільного тесту… Запрошені зірки: Філ Хартман в ролі Лайонела Гуць і Троя МакКлура, Марсія Уоллес в ролі Едни Крабапель, Том Джонс в ролі самого себе |                    |                                                                                 |                  |                                                                               |                         |           |                      |
| 67 | 8                  | «New Kid on the Block» «Нове дівчисько з нашого кварталу»                       | Веслі Арчер      | Конан О'Браєн                                                                 | 12 листопада 1992       | 9F06      | 23.1                 |
| У Сімпсонів з’являються нові сусіди – це Рут Сила з донькою Лорою. Барту подобається нова дівчинка, але Лора йому розбиває серце, коли каже, що вона закохана в іншого. Тим часом Гомер і Мардж відвідують рибний ресторан, де перший з’їдає всі запаси, за що його виганяють. Запрошені зірки: Памела Рід в ролі Рут Сили, Сара Гілберт в ролі Лори |                    |                                                                                 |                  |                                                                               |                         |           |                      |
| 68 | 9                  | «Mr. Plow» «Містер Чисто»                                                       | Джим Рірдон      | Джон Вітті                                                                    | 19 листопада 1992       | 9F07      | 24.0                 |
| Після того, як під час снігової бурі зруйнувались автівки Мардж і Гомера, останній купує снігоочисник і починає бізнес з чищення доріг. Він називає свій бізнес «Містер Чисто» (англ. «Mr. Plow») і досягає величезного успіху. Натхненний Гомером, Барні вирішує створити свою власну конкуруючу компанію «Король снігу» (англ. «King Plow») і стає новим улюбленим снігоочисником Спрінґфілда… Запрошені зірки: Лінда Ронстадт і Адам Вест в ролі самих себе |                    |                                                                                 |                  |                                                                               |                         |           |                      |
| 69 | 10                 | «Lisa’s First Word» «Перше слово Ліси»                                          | Марк Кіркланд    | Джефф Мартін                                                                  | 3 грудня 1992           | 9F08      | 28.6                 |
| Намагаючись змусити Меґґі сказати свої перші слова, Гомер згадує про те, як народилася Ліса, коли вони вперше переїхали в їх теперішній будинок, і яким було перше слово Ліси… Запрошені зірки: Елізабет Тейлор в ролі Меґґі Сімпсон |                    |                                                                                 |                  |                                                                               |                         |           |                      |
| 70 | 11                 | «Homer’s Triple Bypass» «Коронарне шунтування Гомера»                           | Девід Сільверман | Ґері Епл і Майкл Каррінгтон                                                   | 17 грудня 1992          | 9F09      | 23.6                 |
| У Гомера починає «пустувати» серце. Коли його викликає до себе Бернс і влаштовує йому чергову прочуханку за некомпетентність, у нього виникає інфаркт. Доктор Гібберт вважає, що потрібно терміново провести коронарне шунтування, яке обійдеться Сімпсонам у 40 тисяч доларів. Таких грошей у Сімпсонів немає, тому вони звертаються за допомогою до доктора Ніка, який готове провести ту ж операцію всього за 130 баксів… |                    |                                                                                 |                  |                                                                               |                         |           |                      |
| 71 | 12                 | «Marge vs. the Monorail» «Мардж проти монорейки»                                | Річ Мур          | Конан О’Браєн                                                                 | 14 січня 1993           | 9F10      | 23.0                 |
| Містер Бернс оштрафований на три мільйони доларів за незаконне забруднення природи ядерними відходами. У Спрінґфілді проводять громадські збори, щоб вирішити, куди ж витратити ці гроші. Мешканці міста хочуть втілити ідею Мардж і відремонтувати дорогу на головній вулиці. Однак, неочікувано, незнайомець на ім’я Лайл Ленлі переконує їх купити нікому не потрібну монорейку. Спрінґфілд радо підтримує цю ідею, і Гомера наймають машиністом поїзда. Однак Мардж не дуже задоволена цією ситуацією… Запрошені зірки: Філ Хартман в ролі Лайла Ленлі, Леонард Німой в ролі самого себе                                                                                             |                    |                                                                                 |                  |                                                                               |                         |           |                      |
| 72 | 13                 | «Selma’s Choice» «Вибір Сельми»                                                 | Карлос Баеза     | Девід Стерн                                                                   | 21 січня 1993           | 9F11      | 24.5                 |
| Після смерті своєї самотньої тітки Сельма вирішує перевірити свої материнські інстинкти. Вона відвозить Барта й Лісу до нового парку розваг «Сад Кнурів», однак там діти бешкетують. Запрошені зірки: Філ Хартман в ролі Троя МакКлура |                    |                                                                                 |                  |                                                                               |                         |           |                      |
| 73 | 14                 | «Brother from the Same Planet» «Брат з тої ж планети»                           | Джефрі Лінч      | Джон Вітті                                                                    | 4 лютого 1993           | 9F12      | 23.8                 |
| Втомившись від байдужого ставлення свого батька, Барт підписує з агентством «Старший брат» програму наставництва. Його опікуном стає привабливий і турботливий хлопець на ім’я Том. Дізнавшись про це, Гомер в якості помсти приєднується до команди «Старшого брата» і стає опікуном хлопчика на ім’я Пепі. Тим часом Ліса стає залежною від платної «гарячої лінії» по телефону. Запрошені зірки: Філ Хартман в ролі Тома |                    |                                                                                 |                  |                                                                               |                         |           |                      |
| 74 | 15                 | «I Love Lisa» «Я люблю Лісу»                                                    | Веслі Арчер      | Френк Мула                                                                    | 11 лютого 1993          | 9F13      | 25.2                 |
| На день святого Валентина Ліса, пошкодувавши свого однокласника Ральфа, дарує йому валентинку. Хлопчику подобається Ліса: він переслідує її, дарує подарунки і водить на ювілейне шоу Красті, куди так мріяв потрапити Барт. Зрештою Ліса не витримує, влаштовує скандал і привселюдно розбиває нещасному Ральфу серце. |                    |                                                                                 |                  |                                                                               |                         |           |                      |
| 75 | 16                 | «Duffless» «Без «Кнура»»                                                        | Джим Рірдон      | Девід Стерн                                                                   | 18 лютого 1993          | 9F14      | 25.7                 |
| Після поїздки на пивоварню «Кнур», Гомера зупиняють і заарештований за водіння у нетверезому стані. Його позбавляють прав, і він повинен відвідувати автошколу та зустрічі Анонімних Алкоголіків. Після великого небажання Гомер погоджується з пропозицією Мардж і відмовляється від пива на цілий місяць. Тим часом Барт руйнує науковий проект Ліси, що спонукає останню зробити науковий проект, який протиставляє Барта і хом’яка. Запрошені зірки: Філ Хартман в ролі Троя МакКлура |                    |                                                                                 |                  |                                                                               |                         |           |                      |
| 76 | 17                 | «Last Exit to Springfield» «Останній поворот на Спрінґфілд»                     | Марк Кіркланд    | Джей Коген і Воллес Володарський                                              | 11 березня 1993         | 9F15      | 22.4                 |
| На прийомі у стоматолога з’ясовується, що Лісі необхідно поставити пластинки. Щоб ця процедура обійшлася Сімпсонів дешевше, необхідна діюча безплатна стоматологія для працівників АЕС. Коли з’ясовується, що незадовго до цього Бернс скасував програму, Гомер підбиває співробітників влаштувати страйк. Його вибирають головою профспілки, він веде тривалі переговори з Бернсом… Запрошені зірки: Джойс Базерз в ролі самої себе |                    |                                                                                 |                  |                                                                               |                         |           |                      |
| 77 | 18                 | «So It’s Come to This: A Simpsons Clip Show» «Як це було: кліп-шоу «Сімпсонів»» | Карлос Баеза     | Джон Вітті                                                                    | 1 квітня 1993           | 9F17      | 25.5                 |
| На день сміху після низки розіграшів Гомера, Барт розігрує свого батька, підсунувши йому дуже сильно збовтану банку пива. Після потужного вибуху Гомер виявляється в лікарні. Поки він знаходиться у стані коми, близькі Гомера згадують його багате на події життя… |                    |                                                                                 |                  |                                                                               |                         |           |                      |
| 78 | 19                 | «The Front» «Підставна особа»                                                   | Річ Мур          | Адам Лапідус                                                                  | 15 квітня 1993          | 9F16      | 20.1                 |
| Після перегляду невдалої серії «Шоу Чуха і Сверблячки», Барт і Ліса вирішили почати писати власний епізод шоу і відправляють сюжет у студію. Однак, Роджер Майерс, генеральний директор студії, відкидає їх сценарій через їхній вік. Вони ставлять ім’я дідуся Сімпсона на сценарій і відправляють його назад. В результаті Майерс наймає Ейба у штат. Тим часом Гомер і Мардж відвідують зустріч випускників, на якій Гомер змушений зізнатися, що так і не закінчив навчання, через те, що він не пройшов основи техніки. Запрошені зірки: Брук Шилдс в ролі самої себе |                    |                                                                                 |                  |                                                                               |                         |           |                      |
| 79 | 20                 | «Whacking Day» «Хряц-день»                                                      | Джефрі Лінч      | Джон Шварцвельдер                                                             | 29 квітня 1993          | 9F18      | 20.0                 |
| Наближається Хряц-день (англ. Whacking Day), під час якого жителі Спрінґфілда повинні шукати і вбивати змій кийками. Ліса вважає це «історичне свято» варварством і вирішує врятувати тварин. Тим часом Барт влаштує чергову витівку під час інспекції школи, через що директор Скіннер виключає його зі школи. Після безрезультатних спроб влаштувати сина в іншу школу, Мардж сама його навчає… Запрошені зірки: Барі Вайт в ролі самого себе |                    |                                                                                 |                  |                                                                               |                         |           |                      |
| 80 | 21                 | «Marge in Chains» «Мардж в ланцюгах»                                            | Джим Рірдон      | Білл Оуклі та Джош Вайнштейн                                                  | 6 травня 1993           | 9F20      | 17.3                 |
| Спрінґфілд вражений епідемією грипу Осака, випадково завезеного з Японії. Серед Сімпсонів Мардж – єдина, кого не вразила хвороба. Заморочена домашніми турботами, вона відправляється у «Квікі-Март», де забуває заплатити за пляшку віскі для Ейба, через що Апу звинувачує Мардж у крадіжці. В результаті, Мардж заарештовують і ув’язнюють на 30 днів… Запрошені зірки: Філ Хартман в ролі Лайонела Гуць і Троя МакКлура, Девід Крозбі в ролі самого себе |                    |                                                                                 |                  |                                                                               |                         |           |                      |
| 81 | 22                 | «Krusty Gets Kancelled» «Скорочення Красті»                                     | Девід Сільверман | Джон Шварцвельдер                                                             | 13 травня 1993          | 9F19      | 19.4                 |
| Нова дитяча телепрограма в якій показують ляльку Ґаббо, миттєво набирає неймовірної популярності. Через сильну конкуренцію, «Шоу клоуна Красті» різко втрачає глядачів, доки його зовсім не знімають з ефіру. В результаті, Красті опиняється без роботи. Барт і Ліса намагаються допомогти другові клоуну повернути бувалу славу. Запрошені зірки: Марсія Уоллес в ролі Едни Крабапель; Барі Вайт, Red Hot Chili Peppers, Елізабет Тейлор, Люк Перрі, Г'ю Гефнер, Джонні Карсон і Бетт Мідлер в ролі самих себе |                    |                                                                                 |                  |                                                                               |                         |           |                      |